# Мужская сборная Гаити по баскетболу 3×3
Мужская сборная Гаити по баскетболу 3×3 представляет Гаити на международных соревнованиях по баскетболу 3×3. Управляющим органом является Федерация баскетбола Гаити (фр. Fédération Haïtienne de Basketball Genesis).
По состоянию на 13 сентября 2024, мужская сборная Гаити по баскетболу 3×3 занимает 85-е место в мировом рейтинге ФИБА мужских сборных по баскетболу 3×3.

## Результаты выступлений
| Турнир                           | Золото | Серебро | Бронза | Всего |
| -------------------------------- | ------ | ------- | ------ | ----- |
| Чемпионат Америки (3×3 AmeriCup) | —      | —       | —      | —     |
| Панамериканские игры             | —      | —       | —      | —     |
| Итого                            | —      | —       | —      | —     |

### Чемпионат Америки по баскетболу 3×3 (AmeriCup)
| Год           | Место          | Игры           | Победы         | Поражения      | Состав команды                                                |
| ------------- | -------------- | -------------- | -------------- | -------------- | ------------------------------------------------------------- |
| 2021—2022     | не участвовали | не участвовали | не участвовали | не участвовали | не участвовали                                                |
| Сан-Хуан 2023 | 11             | 2              | 0              | 2              | Jeantal Cylla, Farnold Degand, Antoine Joseph, Hernst Laroche |

### Панамериканские игры
| Год           | Место          | Игры           | Победы         | Поражения      | Состав команды                                       |
| ------------- | -------------- | -------------- | -------------- | -------------- | ---------------------------------------------------- |
| 2019          | не участвовали | не участвовали | не участвовали | не участвовали | не участвовали                                       |
| Сантьяго 2023 | 9              | 2              | 0              | 2              | Kervenson Blanc, Ravix Cine, Max Macon, Fitz Salvant |